# Santa Ninfa
Santa Ninfa település Olaszországban, Trapani megyében. Lakosainak száma 4770 fő (2023. január 1.). Santa Ninfa Castelvetrano, Gibellina, Salemi, Salaparuta, Partanna és Calatafimi-Segesta községekkel határos.

## Népesség
A település népességének változása:
| Lakosok száma | 5000 | 4953 | 4770 |
|               | 2017 | 2018 | 2023 |